# Francisco de Quiñones (militar)
Francisco de Quiñones y Villapadierna también reseñado como Quiñónez (* Mayorga, 1540 - † Lima, 25 de septiembre de 1606) fue un caballero cruzado y militar español, Alcalde de Lima y General de la Armada de los Mares del Sur.
Fue enviado a reconquistar Chile y asumió como Gobernador Real durante trece meses, entre mayo de 1599 y junio de 1600. Siendo corregidor de Lima, fue destacado por el virrey del Perú, Luis de Velasco, tras saberse de la sorpresiva muerte de Martín Óñez de Loyola a manos de las fuerzas del toqui mapuche Pelantaro, en la Batalla de Curalaba.
Una vez en Chile reemplazó al licenciado Pedro de Viscarra, que había sumido interinamente la gobernación. Le tocó comandar a los españoles en los momentos desesperados en que se generalizaba la rebelión mapuche de 1598. Era primo y cuñado del evangelizador del Perú y segundo arzobispo de la Ciudad de los Reyes, Toribio de Mogrovejo.

## Biografía
Sus padres fueron Pedro de Villapadierna y Guzmán, y Beatriz de Prado Quiñones, ambos hidalgos leoneses y fue conocido indistintamente con los sobrenombres de las viejas casas de Quiñones y de Villapadierna.
Al asumir como gobernador, Quiñones era ya un soldado veterano y algo mayor. Había servido, en 1559, en los tercios españoles que operaban en Italia y fue Comandante de la Caballería Real en Cerdeña.
Se embarcó en la escuadra del virrey de Nápoles, en cruzada contra los piratas turcos. En 1560 cayó prisionero en la batalla conocida como la Jornada de Los Gelves, desastrosa para los españoles. Quiñones se convirtió en uno de los cinco mil prisioneros que fueron llevados a Constantinopla y vendidos como esclavos. Más tarde fue rescatado, mediante el pago de un cuantioso rescate. Continuó luchando en Italia y en Flandes.

### Carrera militar en Indias
De vuelta en España, Quiñones se casó con Grimanesa de Mogrovejo, prima suya y hermana del inquisidor de Granada y después canonizado como Santo Toribio de Mogrovejo. Al ser promovido éste al rango de arzobispo de Lima, Quiñones pasó a Perú, en 1580, como parte de su comitiva.
Cerca del arzobispo, Quiñones ganó responsabilidades y títulos como: Maestre de Campo y de Comisario General de la Caballería. En 1582, el virrey del Perú, Martín Enríquez de Almansa, lo designó a cargo de la flota que conducía los tesoros del Perú hasta Panamá, para ser desde ahí remitidos a España. Después fue nombrado corregidor de Lima, puesto en el que se reputó ante el Rey como perseguidor de ladrones y vagabundos.

## Matrimonio y descendencia
Se había casado en Mayorga, en el Reino de León, en 1572, con su prima doña Grimanesa de Mogrovejo, de cuya unión tuvieron los siguientes hijos:
1. Antonio de Quiñones , casado con Catalina de Ulloa, con sucesión.
2. Mariana de Guzmán, casada primero con Martín de Soto, y luego con Juan Loaysa Calderón, en ambos casos con sucesión establecida en España y el Perú.
3. Luis de Quiñones Mogrovejo, soltero.
4. Beatriz Prado y Quiñones, monja en Santa Clara de Lima.
5. María de Quiñones, casada con Nicolás de Mendoza Carvajal, sin sucesión.

| Predecesor: Pedro de Viscarra de la Barrera | Gobernador de Chile 1599 - 1600            | Sucesor: Alonso García de Ramón |
| Predecesor: Diego de Carvajal               | Alcalde ordinario de Lima Primer voto 1603 | Sucesor: Fernando de Córdova    |